# Liquidité (finance d'entreprise)
« Disponibilités » redirige ici. Pour les autres significations, voir Disponibilité.
Pour les articles homonymes, voir Liquidité.
La liquidité est une mesure de la capacité d'un débiteur à rembourser ses dettes dans l'hypothèse de la poursuite de ses activités, à la différence de la solvabilité qui se place dans l'hypothèse de la cessation d'activités. Pour mesurer la liquidité d'une entreprise on évalue l'importance de ses fonds disponibles pour ses débours (paiement des fournisseurs et autres ayants droit, interventions financières, etc.), à partir des trois ratios de bilan suivants :
- ratio de liquidité générale = Actifs cycliques / Passifs cycliques ;

- ratio de liquidité réduite = (Actifs circulants - stocks) / Passif exigible à court terme ;

- ratio de liquidité immédiate = Actifs de trésorerie / Passif exigible à court terme.

Le risque de liquidité s'accroît lorsque la confiance en l'entreprise baisse : l'entreprise ne peut plus émettre de titres car le marché ne les achèterait pas, quel que soit le projet proposé. C'est ce qui est arrivé au groupe Vivendi lorsque le marché a perdu confiance en Jean-Marie Messier et a refusé de renouveler les emprunts, pour beaucoup à court voire très court terme.

## Approche fonctionnelle de la liquidité
La liquidité d'une entreprise peut aussi s'apprécier par l'analyse du fonds de roulement / besoin en fonds de roulement d'exploitation / trésorerie. Il faut dans ce cadre s'assurer que le fonds de roulement est suffisant pour assurer la continuité de l'exploitation. Il doit être supérieur au besoin en fonds de roulement.
L'élaboration du tableau de financement permet aussi de vérifier que les ressources sont suffisantes pour subvenir aux emplois. Dans la même idée, le tableau de flux de trésorerie permet de vérifier dans quelle mesure les flux d'exploitation sont suffisants pour alimenter le cycle d'investissement et ainsi maintenir sa croissance.